# Marathon County
Das Marathon County ist ein County im US-amerikanischen Bundesstaat Wisconsin. Im Jahr 2020 hatte das County 138.013 Einwohner und eine Bevölkerungsdichte von 34,5 Einwohnern pro Quadratkilometer. Der Verwaltungssitz (County Seat) ist Wausau. Die Metropolitan Statistical Area Wausau deckt sich mit dem Marathon County.

## Geografie
Das County liegt etwas nördlich des geografischen Zentrums von Wisconsin. Es hat eine Fläche von 4082 Quadratkilometern, wovon 81 Quadratkilometer Wasserfläche sind.
Das Marathon County wird von Nord nach Süd vom Wisconsin River durchflossen, einem linken Nebenfluss des Mississippi. Innerhalb des Countys münden von links der Eau Claire River sowie von rechts der Big Rib River und der Big Eau Pleine River in den Wisconsin River.
An das Marathon County grenzen folgende Nachbarcountys:
| Taylor County | Lincoln County              | Langlade County |
| Clark County  |                             | Shawano County  |
|               | Portage County, Wood County | Waupaca County  |

## Geschichte
Das Marathon County wurde 1850 aus Teilen des Portage County gebildet. Benannt wurde es nach der Schlacht bei Marathon in Griechenland.

## Bevölkerung
Nach der Volkszählung im Jahr 2010 lebten im Marathon County 134.063 Menschen in 52.893 Haushalten. Die Bevölkerungsdichte betrug 33,5 Einwohner pro Quadratkilometer. In den 52.893 Haushalten lebten statistisch je 2,5 Personen.
Ethnisch betrachtet setzte sich die Bevölkerung zusammen aus 91,9 Prozent Weißen, 0,7 Prozent Afroamerikanern, 0,5 Prozent amerikanischen Ureinwohnern, 5,6 Prozent Asiaten sowie aus anderen ethnischen Gruppen; 1,2 Prozent stammten von zwei oder mehr Ethnien ab. Unabhängig von der ethnischen Zugehörigkeit waren 2,4 Prozent der Bevölkerung spanischer oder lateinamerikanischer Abstammung.
23,9 Prozent der Bevölkerung waren unter 18 Jahre alt, 61,1 Prozent waren zwischen 18 und 64 und 15,0 Prozent waren 65 Jahre oder älter. 49,8 Prozent der Bevölkerung war weiblich.

Das jährliche Durchschnittseinkommen eines Haushalts lag bei 53.762 USD. Das Pro-Kopf-Einkommen betrug 27.173 USD. 10,4 Prozent der Einwohner lebten unterhalb der Armutsgrenze.

## Ortschaften im Marathon County
Citys
| - Abbotsford 1 - Colby 1 - Marshfield 3 | - Mosinee - Schofield - Wausau |

Villages
- Athens
- Birnamwood 2
- Brokaw
- Dorchester 1
- Edgar
- Elderon
- Fenwood
- Hatley
- Kronenwetter
- Marathon City
- Rothschild
- Spencer
- Stratford
- Unity 1
- Weston

Census-designated places (CDP)
- Knowlton
- Rib Mountain

Unincorporated Communities
- Ashley
- Bevent
- Bradley
- Cherokee
- Corinth
- Dancy
- Emmerich
- Gad4
- Galloway
- Glandon
- Granite Heights
- Halder
- Hamburg
- Hogarty
- Holt
- Ingersoll
- Johnson
- Kalinke
- Little Chicago
- Little Eau Claire
- Little Rose
- Mann
- March Rapids
- McMillan
- Milan
- Moon
- Mount View
- Naugart
- Norrie
- Nutterville
- Pike Lake
- Poniatowski
- Rangeline
- Rib Falls
- Ringle
- Rocky Corners
- Rozellville
- Schnappsville
- Shantytown
- Snell
- Sunset
- Swan
- Taegesville
- Weber
- Wien
- Wuertsburg

1 – teilweise im Clark County

2 – überwiegend im Shawano County

3 – teilweise im Wood County

4 – teilweise im Taylor County

## Gliederung
Das Marathon County ist neben den sechs Citys und 15 Villages in 41 Towns eingeteilt:
| Town               | Einw. (2010) | FIPS     |
| ------------------ | ------------ | -------- |
| Town of Bergen     | 641          | 55-06875 |
| Town of Berlin     | 945          | 55-06975 |
| Town of Bern       | 591          | 55-07000 |
| Town of Bevent     | 1118         | 55-07125 |
| Town of Brighton   | 612          | 55-09650 |
| Town of Cassel     | 911          | 55-12975 |
| Town of Cleveland  | 1488         | 55-15425 |
| Town of Day        | 1085         | 55-18950 |
| Town of Easton     | 1111         | 55-22025 |
| Town of Eau Pleine | 773          | 55-22425 |
| Town of Elderon    | 606          | 55-23100 |
| Town of Emmet      | 931          | 55-24025 |
| Town of Frankfort  | 670          | 55-27150 |
| Town of Franzen    | 578          | 55-27450 |

| Town                 | Einw. (2010) | FIPS     |
| -------------------- | ------------ | -------- |
| Town of Green Valley | 541          | 55-31450 |
| Town of Guenther     | 341          | 55-31800 |
| Town of Halsey       | 651          | 55-32150 |
| Town of Hamburg      | 918          | 55-32200 |
| Town of Harrison     | 374          | 55-32900 |
| Town of Hewitt       | 606          | 55-34225 |
| Town of Holton       | 873          | 55-35500 |
| Town of Hull         | 750          | 55-36325 |
| Town of Johnson      | 985          | 55-38300 |
| Town of Knowlton     | 1910         | 55-40150 |
| Town of McMillan     | 1968         | 55-46975 |
| Town of Maine        | 2337         | 55-48225 |
| Town of Marathon     | 1048         | 55-49075 |
| Town of Mosinee      | 2174         | 55-54525 |

| Town                 | Einw. (2010) | FIPS     |
| -------------------- | ------------ | -------- |
| Town of Norrie       | 976          | 55-57600 |
| Town of Plover       | 689          | 55-63500 |
| Town of Reid         | 1215         | 55-66950 |
| Town of Rib Falls    | 993          | 55-67250 |
| Town of Rib Mountain | 6825         | 55-67325 |
| Town of Rietbrock    | 981          | 55-67950 |
| Town of Ringle       | 1711         | 55-68075 |
| Town of Spencer      | 1581         | 55-75425 |
| Town of Stettin      | 2554         | 55-77150 |
| Town of Texas        | 1615         | 55-79350 |
| Town of Wausau       | 2229         | 55-84500 |
| Town of Weston       | 639          | 55-86050 |
| Town of Wien         | 825          | 55-87025 |